# Смільник (Сяноцький повіт)
Смільник (пол. Smolnik) — лемківське село в Польщі, у гміні Команча Сяноцького повіту Підкарпатського воєводства.
Населення — 164 особи (2011).

## Історія
Село закріпачене на підставі Волоського права 1511 року Гетьманом Коронним і воєводою Краківським Миколаєм Каменецьким. За податковим реєстром 1565 р. село налічувало 38 кметів на 27 ланах ріллі.
До 1772 входило до складу Руського воєводства, землі Сяноцької. Від 1772 належало до Королівства Галичини і Володимирії. У 1876 році в селі було 1032 жителів (у тому числі 53 євреї) і 156 будинків.
З листопада 1918 року по січень 1919 — у складі Команча́нська Респу́бліка (Комане́цька Респу́бліка, Ви́слоцька Респу́бліка, Східно-Ле́мківська Респу́бліка) —
В 1939 р. в селі було переважно лемківське населення: з 1250 жителів села — 1220 українців-грекокатоликів, 10  українців-римокатоликів і 20 євреїв. Село входило до ґміни Воля Мигова Ліського повіту Львівського воєводства.
Після Другої світової війни це гірське село було притулком для військ УПА. Було частково зруйноване, відновлене після війни.
У 1975-1998 роках село належало до Кросненського воєводства.

## Демографія
Демографічна структура станом на 31 березня 2011 року:
|          | Загалом | Допрацездатний вік | Працездатний вік | Постпрацездатний вік |
| -------- | ------- | ------------------ | ---------------- | -------------------- |
| Чоловіки | 100     | 17                 | 74               | 9                    |
| Жінки    | 64      | 12                 | 37               | 15                   |
| Разом    | 164     | 29                 | 111              | 24                   |

## Церква
В 1806 р. збудовано муровану церкву Перенесення мощей св. о. Миколая.
До виселення лемків у 1945 році в СРСР та депортації в 1947 році в рамках акції Вісла була греко-католицькою парафіяльною церквою Лупківського деканату Перемиської єпархії, до якої належало також село Миків.